# Mac Davis
Mac Davis, född 21 januari 1942 i Lubbock, Texas, död 29 september 2020 i Nashville, Tennessee, var en amerikansk countrymusiker, låtskrivare och skådespelare. Han har bland annat skrivit låtarna "In the Ghetto", "Don't Cry Daddy" och "A Little Less Conversation" som blev listframgångar för bland annat Elvis Presley.

## Biografi
Mac Davis föräldrar skilde sig när han var ung. Han växte därefter upp hos sin far i Lubbock i Texas, men flyttade som 16-åring till sin mor i Atlanta i Georgia. I Atlanta startade han ett par rockband och arbetade på ett par skivbolag som låtskrivare och sedermera även som regionchef. 
Han fick vissa framgångar som låtskrivare och anställdes på Nancy Sinatras skivbolag Boot Enterprises, där han under andra halvan av 1960-talet arbetade som låtskrivare, musiker och producent. Bland annat skrevs och publicerades "In the Ghetto" på Boot Enterprises, och den spelades in av Elvis Presley tillsammans med låten "Don't Cry Daddy" och gavs ut på skivan From Elvis in Memphis. Han skrev också låten "A Little Less Conversation" som spelades in av Elvis 1968. Den fick inte några större framgångar då, men en ommixad version fick stora internationella listframgångar för Elvis Presley postumt år 2002.
År 1970 lämnade han Boot Enterprises och började arbeta på Columbia Records. Utifrån sin egen låtkatalog satsade han också på en egen karriär som countrymusiker. Han sålde guldskiva, en miljon singlar, 1972 med låten "Baby Don't Get Hooked on Me" och fick framgångar på både listor för countrymusik och popmusik. Han lämnade Columbia 1980 och skrev på för Casablanca Records, som bland annat företrädde discosångerskan Donna Summer och glamrockbandet Kiss. Hans första framgång på det skivbolaget var "It's Hard to Be Humble" som fick svensk text av Ewert Ljusberg i en version betitlad "Det är inte lätt att va' ödmjuk". 
Mellan åren 1972 och 1974 ledde han också underhållningsprogrammet The Mac Davis Show på NBC, och i slutet av 1970-talet började han skådespela. Han har sedan varit med i flera TV-serier och filmer och även gjort insatser som röstskådespelare.
Mac Davis uppträdde på Ronald Reagans installationsgala 1985, inför presidentens andra ämbetsperiod. På Aviciis första studioalbum, True från 2013, står han som medförfattare till låten "Addicted to You".